# The Jerma985 Dollhouse
A The Jerma985 Dollhouse (vagy simán csak The Dollhouse) egy élőben közvetített esemény volt az amerikai youtuber és Twitch-streamer Jerma985 által. 2021. augusztus 18 és 21 között futott, három adásban, mind a hármat Jerma Twitch-csatornáján adták le.

## Produkció és helyszín
Az adásról a más Twitch-adásokkal összehasonlítva jelentősebb értéke miatt írtak. A helyszínen több szoba és elülső udvar volt, a produkcióban mintegy 35-en vettek részt. Minden alkalommal újabb szobák és szereplők kerültek a helyszínbe. Az esemény előkészítése mintegy 7 hónap volt. Az adás pontos költsége ismeretlen, de a szponzora a Coinbase volt, és többe került a korábbi sorozatnál, mely mintegy 40 000 dollárba került.

## Élő adások
Az eseményt először 2021. augusztus 3-án jelentették be. Az „útmutatónak” nevezett első rész 2021. augusztus 18-án jelent meg, és 3 órás volt. Az adás elején a nézők kiválaszthatták Jerma ruházatát. Ezt a részt több mint 600 000-en nézték. A második rész 2021. augusztus 20-án kezdődött, a harmadik augusztus 21-én.

## Fogadtatás
A PC Gamer Jerma színészetét elbűvölőnek és szimpatikusnak nevezte. A GameRant abszurd komédiaként jellemezte a streamet, és megjegyezte a magas termelési értékét, kiváló minőségűnek nevezve. Uproxx az élő adást a Truman Show-hoz hasonlította. A Glasgow Guardian úgy jellemezte az eseményt, mint "az improvizációs komédia pszichedelikus lázálmát, amelyet az interaktív aspektus bevonása elképesztő új magasságokba emelt." A Study Breaks azt írta: "Nehéz elképzelni, hogy egy másik livestream felülmúlja a The Jerma985 Dollhouse ambícióját és meglepő sikerét." Dicsérték a közönség interaktivitását és a cselekmény összetartását, amely a streamek között folytatódott.

## Díjak és jelölések
| Díj                 | Év   | Kategória                               | Eredmény | Forrás |
| ------------------- | ---- | --------------------------------------- | -------- | ------ |
| The Streamer Awards | 2022 | Legjobb élő adásban közvetített esemény | Elnyerte | [ 10 ] |

## Fordítás
Ez a szócikk részben vagy egészben  a   The Jerma985 Dollhouse című angol Wikipédia-szócikk ezen változatának fordításán alapul.  Az eredeti cikk szerkesztőit annak laptörténete sorolja fel. Ez a jelzés csupán a megfogalmazás eredetét és a szerzői jogokat jelzi, nem szolgál a cikkben szereplő információk forrásmegjelöléseként.